# 伊藤博邦
伊藤 博邦（いとう ひろくに、旧字体：伊藤󠄁 博󠄁邦󠄂、1870年3月3日〈明治3年2月2日〉- 1931年〈昭和6年〉6月9日）は、日本の宮内官僚、政治家、華族。貴族院公爵議員。位階・勲等・爵位は贈正二位勲一等公爵。

## 経歴
長州藩士・井上光遠（五郎三郎、井上馨の兄）の四男として生まれ、3歳から伊藤博文の家で育ち、8歳で伊藤の養嫡子となる。兄に井上馨の養嫡子となった井上勝之助。明治40年（1907年）に勇吉から博邦に改名。養父の死去に伴い明治42年（1909年）11月30日、公爵を襲爵し貴族院公爵議員に就任。火曜会に所属して死去するまで在任した。
学習院を卒業後ドイツ帝国に留学。帰国して明治24年（1891年）、式部官に就任。以後、式部次長、式部長官、大喪使事務官、大礼使参与官などを務めた。ロシア皇帝戴冠式とドイツ皇太子の結婚式に各々参列した伏見宮や有栖川宮の随員として同行している。その他、日本銀行監事、生活改善同盟会会長、日独文化協会会長、楠公会会長、厳島保勝会総裁、麻布区教育会会長などを務めた。

## 栄典
位階
- 1890年（明治23年）2月15日 - 従五位[10]
- 1900年（明治33年）6月20日 - 従四位[11]
- 1910年（明治43年）7月11日 - 従三位[12]
- 1916年（大正5年）7月20日 - 正三位[13]
- 1923年（大正12年）7月31日 - 従二位[14]
- 1931年（昭和6年）6月9日 - 正二位（没後追叙）[15]

爵位
- 1909年（明治42年）11月30日 - 公爵（襲爵）

勲章等
| 受章年                    | 略綬 | 勲章名             | 備考 |
| ------------------------- | ---- | ------------------ | ---- |
| 1909年（明治42年）6月28日 |      | 勲三等瑞宝章       |      |
| 1915年（大正4年）11月10日 |      | 大礼記念章（大正） |      |
| 1916年（大正5年）1月19日  |      | 勲二等瑞宝章       |      |
| 1926年（大正15年）2月25日 |      | 勲一等瑞宝章       |      |
| 1928年（昭和3年）11月10日 |      | 金杯一個           |      |
| 1928年（昭和3年）12月28日 |      | 旭日大綬章         |      |

外国勲章佩用允許
| 受章年                     | 国籍                                 | 略綬 | 勲章名                             | 備考 |
| -------------------------- | ------------------------------------ | ---- | ---------------------------------- | ---- |
| 1894年（明治27年）3月8日   | オスマン帝国                         |      | 美治慈恵第三等勲章                 |      |
| 1895年（明治28年）8月17日  | メクレンブルク＝シュヴェリーン大公国 |      | グライフヘン第二等勲章乙級         |      |
| 1896年（明治29年）10月8日  | ロシア帝国                           |      | 神聖スタニスラス第二等勲章         |      |
| 1899年（明治32年）3月31日  | ロシア帝国                           |      | 神聖アンナ第二等勲章               |      |
| 1900年（明治33年）2月14日  | ドイツ帝国                           |      | 王冠第二等勲章                     |      |
| 1905年（明治38年）10月6日  | イタリア王国                         |      | 聖マウリッツィオ・ラザロ第二等勲章 |      |
| 1905年（明治38年）10月6日  | イギリス帝国                         |      | ヴィクトリア第二等勲章             |      |
| 1905年（明治38年）10月6日  | プロイセン王国                       |      | 赤鷲聖章附第二等勲章               |      |
| 1905年（明治38年）10月6日  | ベルギー王国                         |      | レオポールド第二等勲章             |      |
| 1905年（明治38年）10月6日  | オランダ王国                         |      | オラニエ＝ナッサウ第二等勲章       |      |
| 1905年（明治38年）10月6日  | フランス共和国                       |      | レジオンドヌール第三等勲章         |      |
| 1906年（明治39年）11月17日 | 大清帝国                             |      | 頭等第三双竜宝星                   |      |
| 1906年（明治39年）11月17日 | 大韓帝国                             |      | 勲一等八卦章                       |      |
| 1907年（明治40年）2月9日   | 大韓帝国                             |      | 勲一等太極章                       |      |
| 1907年（明治40年）2月9日   | 大韓帝国                             |      | 韓国皇太子殿下嘉礼記念章           |      |
| 1909年（明治42年）4月7日   | ロシア帝国                           |      | 神聖スタニスラス第一等勲章         |      |
| 1909年（明治42年）12月18日 | プロイセン王国                       |      | 王冠第一等勲章                     |      |
| 1910年（明治43年）2月4日   | オーストリア＝ハンガリー帝国         |      | フランソアジョゼフ星章附第二等勲章 |      |
| 1910年（明治43年）8月20日  | ブラウンシュヴァイク公国             |      | ハインリヒデスレーウェン第一等勲章 |      |
| 1911年（明治44年）5月9日   | ベルギー王国                         |      | レオポール第二世第一等勲章         |      |
| 1916年（大正5年）7月28日   | スウェーデン王国                     |      | 北極星第一等勲章                   |      |
| 1920年（大正9年）8月20日   | ルーマニア王国                       |      | 王冠第一等勲章                     |      |
| 1930年（昭和5年）4月17日   | スペイン王国                         |      | メリトシヴィル勲章グランクロア     |      |

## 親族
- 実父：井上光遠（1828–1869） - 井上馨の長兄
- 養父：伊藤博文（1841–1909）
- 養母：伊藤梅子（1848–1924）
- 叔父：井上馨（1836–1915）
- 実兄：井上勝之助（1861–1929）
- 妻：伊藤多満子（1881–1927） - 高島嘉右衛門長女[1]
  - 長男：伊藤博精（1899–1962） - 公爵、宮内官[1]
妻：伊藤福（1904–1992） - 高橋是福次女、高橋是清孫[1]
  - 次男：清水博春（1901–1931） - 清水資治養子[1]
  - 三男：伊藤博通（1902–1993）
  - 長女：伊藤琴子（1903–1922） - 早逝
  - 四男：伊藤博約（1905–1907） - 早逝
  - 次女：伊藤愛子（1906–？） - 永富雄吉長男永富謙一夫人
  - 五男：伊藤博忠（1909–1922） - 早逝
  - 六男：伊藤博臣（1912–1975）　
  - 七男：林博則[38] （1913–？） - 伊藤文吉娘婿
  - 八男：伊藤博経（1917–？）　
  - 三女：伊藤十四子（1918–？） - 塩原祥三夫人
  - 九男：伊藤博孝（1921–1988）
  - 十男：伊藤博英（1923–1987）